# Mount Robinson (berg i Antarktis, lat -68,20, long 49,38)
Mount Robinson är ett berg i Antarktis. Det ligger i Östantarktis. Australien gör anspråk på området. Toppen på Mount Robinson är 1 091 meter över havet.
Terrängen runt Mount Robinson är huvudsakligen platt, men västerut är den kuperad. Trakten är obefolkad. Det finns inga samhällen i närheten. 